# Drobisheve
Drobisheve (en ucraniano: Дробишеве, romanizado: Drobysheve; en ruso: Дробышево) es un asentamiento de tipo urbano ucraniano perteneciente al óblast de Donetsk. Situado en el este del país, hasta 2020 era parte del raión de Limán pero después de esta fecha, se convirtió en parte del raión de Kramatorsk y parte del municipio (hromada) de Limán.

## Geografía
Drobisheve está a orillas del riachuelo Suja Plotva, a 6 km de Limán, a 57 kilómetros de Sievierodonetsk y 122 km al norte de Donetsk.

## Historia
Drobisheve fue fundado en 1687 como un slobodá. En 1938 recibió el estatus de asentamiento de tipo urbano. 
En julio de 1995, el Gabinete de Ministros de Ucrania aprobó la decisión de privatizar la granja colectiva ubicada aquí.
Drobisheve fue atacado por las fuerzas rusas durante la invasión rusa de Ucrania en 2022 y estuvo ocupado desde mayo de 2022 hasta su liberación por las fuerzas ucranianas durante la contraofensiva de Járkov el 30 de septiembre de ese mismo año.

## Demografía
La evolución de la población de Drobisheve entre 1989 y 2022 fue la siguiente:
| 4211                                                          | 3635 | 3047 | 3002 | 2766 | 2578 |
| (Fuente: Cities & Towns of Ukraine y UKRAINE: Größere Städte) |      |      |      |      |      |

## Infraestructura

### Transporte
Al suroeste de la ciudad corre la línea ferroviaria Járkov-Jórlivka con la estación Forpostna. 